# جون موراکامی
 جون موراکامی (انگلیسی: Jun Murakami؛ زادهٔ ۲۳ ژوئیهٔ ۱۹۷۳) هنرپیشه اهل ژاپن است که از فیلم‌ها یا برنامه‌های تلویزیونی که وی در آن نقش داشته است می‌توان به به سوی رویا، آبی و شمشیر ناامیدی اشاره کرد.